# Cavadinha (Silva Escura)
Cavadinha é um lugar de Silva Escura, no concelho da Maia.

## História e Toponímia
O lugar da Cavadinha é o lugar mais recente de Silva Escura, no entanto, este aparece já mencionado no Século XVII com a denominação "Cavadinhas", o nome Cavadinha, deriva de Terra Cavada, como se pode observar pela toponímia local - Rua da Terra Cavada.

## Património
- Capela de Santo António
- Alminhas de Santo António
- Cruzeiros
- Sobreiro do Monte de Santo António

## Festividades
- Santo António - 15 de Fevereiro e 13 de Junho
- Santa Maria - 25 de Março
- Nossa Senhora de Fátima - 30 ou 31 de Maio